# 르노 드 브와예
르노 드 브와예(프랑스어: Renaud de Broyes)는 은자 피에르와 함께 군중 십자군을 이끌었던 기사이다.